# Llista de Béns Culturals d'Interès Nacional del Gironès
Llista de Béns Culturals d'Interès Nacional del Gironès inscrits en el Registre de Béns Culturals d'Interès Nacional (BCIN) del Departament de Cultura de la Generalitat de Catalunya per a la comarca del Gironès. Inclou els béns immobles més rellevants del patrimoni cultural que tenen la categoria de protecció de major rang com a unitat singular, conjunt, espai o zona amb valors culturals, històrics o tècnics.
L'any 2018, el Gironès comptava amb 85 béns culturals d'interès nacional classificats en 79 monuments històrics, 2 conjunts històrics, 3 zones arqueològiques i 1 jardí històric. A continuació es mostren les últimes dades disponibles ordenades per municipis.

## Patrimoni arquitectònic
| Monument                                                               | Protecció       | Estil/època                                   | Localització                                  | Coordenades                                          | Codi?              | Imatge |
| ---------------------------------------------------------------------- | --------------- | --------------------------------------------- | --------------------------------------------- | ---------------------------------------------------- | ------------------ | --- |
| Casa dels Templers                                                     | BCIN 457-MH     | Renaixement, obra popular XVI                 | Aiguaviva                                     | 41° 56′ 36″ N, 2° 47′ 12″ E / 41.943353°N,2.786606°E | RI-51-0005780      | Casa dels Templers (Aiguaviva) · Vegeu més fotos d'aquest monument · Carregueu una nova foto d'aquest monument                                       |
| Castell de Vilademany, o Can Forroll, Mas Forroll                      | BCIN 724-MH     | Obra popular Medieval                         | Aiguaviva                                     | 41° 55′ 10″ N, 2° 46′ 12″ E / 41.919562°N,2.769894°E | RI-51-0005781      | Castell de Vilademany (Aiguaviva) · Vegeu més fotos d'aquest monument · Carregueu una nova foto d'aquest monument                                    |
| La Torre, Mas la Torre i pou de gel                                    | BCIN 540-MH     | Obra popular, gòtic tardà XV-XVI              | Bescanó Bosc de la Torre                      | 41° 57′ 36″ N, 2° 44′ 19″ E / 41.960041°N,2.738615°E | RI-51-0005804      | La Torre (Bescanó) · Vegeu més fotos d'aquest monument · Carregueu una nova foto d'aquest monument                                                   |
| Torre del Telègraf                                                     | BCIN 541-MH     | XIX                                           | Bescanó A l'alçada de Can Tet Sureda          | 41° 56′ 58″ N, 2° 44′ 14″ E / 41.949573°N,2.737207°E | RI-51-0005805      | Torre del Telègraf (Bescanó) · Vegeu més fotos d'aquest monument · Carregueu una nova foto d'aquest monument                                         |
| Església parroquial de Sant Esteve                                     | BCIN 557-MH     | Gòtic tardà XVI                               | Bordils                                       | 42° 02′ 39″ N, 2° 54′ 41″ E / 42.044047°N,2.911357°E | RI-51-0005818      | Església parroquial de Sant Esteve (Bordils) · Vegeu més fotos d'aquest monument · Carregueu una nova foto d'aquest monument                         |
| Torre Llupiana                                                         | BCIN 605-MH     | XV                                            | Campllong                                     | 41° 53′ 30″ N, 2° 49′ 48″ E / 41.89155°N,2.830028°E  | RI-51-0005837      | Torre Llupiana (Campllong) · Vegeu més fotos d'aquest monument · Carregueu una nova foto d'aquest monument                                           |
| Castell de Rocacorba, o Santuari de la Mare de Déu de Rocacorba        | BCIN 612-MH     | Medieval                                      | Canet d'Adri                                  | 42° 04′ 03″ N, 2° 41′ 16″ E / 42.067590°N,2.687686°E | RI-51-0005844      | Castell de Rocacorba (Canet d'Adri) · Vegeu més fotos d'aquest monument · Carregueu una nova foto d'aquest monument                                  |
| La Torre                                                               | BCIN 613-MH     | XII                                           | Canet d'Adri                                  | 42° 02′ 12″ N, 2° 43′ 51″ E / 42.036740°N,2.730890°E | RI-51-0005845      | La Torre (Canet d'Adri) · Vegeu més fotos d'aquest monument · Carregueu una nova foto d'aquest monument                                              |
| Ca n'Heres                                                             | BCIN 614-MH     | Obra popular XVI-XIX                          | Canet d'Adri                                  | 42° 03′ 27″ N, 2° 44′ 58″ E / 42.057474°N,2.749581°E | RI-51-0005846      | Ca n'Heres (Canet d'Adri) · Vegeu més fotos d'aquest monument · Carregueu una nova foto d'aquest monument                                            |
| Casa Frigola o Can Selvà, Torre Selvana                                | BCIN 624-MH     | Gòtic tardà, obra popular XVI, XVIII          | Cassà de la Selva                             | 41° 53′ 16″ N, 2° 52′ 26″ E / 41.887901°N,2.873955°E | RI-51-0005848      | Casa Frigola (Cassà de la Selva) · Vegeu més fotos d'aquest monument · Carregueu una nova foto d'aquest monument                                     |
| Castell Torre Desvern o Desbac                                         | BCIN 100-MH     | Gòtic XII-XV, XVIII                           | Celrà Mas Pedró                               | 42° 01′ 19″ N, 2° 52′ 58″ E / 42.022036°N,2.882748°E | RI-51-0004175      | Castell Torre Desvern (Celrà) · Vegeu més fotos d'aquest monument · Carregueu una nova foto d'aquest monument                                        |
| Castell de Celrà, o Castell de Mas Serra                               | BCIN 673-MH     | Gòtic-renaixement X-XVI                       | Celrà                                         | 42° 01′ 12″ N, 2° 52′ 55″ E / 42.019891°N,2.881834°E | RI-51-0005861      | Castell de Celrà · Vegeu més fotos d'aquest monument · Carregueu una nova foto d'aquest monument                                                     |
| Castell de Mabarrera, o Castell de Palagret                            | BCIN 674-MH     | Obra popular Medieval                         | Celrà                                         | 42° 00′ 41″ N, 2° 53′ 30″ E / 42.011462°N,2.891620°E | RI-51-0005862      | Castell de Mabarrera (Celrà) · Vegeu més fotos d'aquest monument · Carregueu una nova foto d'aquest monument                                         |
| Monestir de Santa Maria                                                | BCIN 105-MH     | Romànic, barroc XI-XII, XVIII                 | Cervià de Ter                                 | 42° 04′ 04″ N, 2° 54′ 45″ E / 42.067795°N,2.912479°E | RI-51-0004326      | Monestir de Santa Maria (Cervià de Ter) · Vegeu més fotos d'aquest monument · Carregueu una nova foto d'aquest monument                              |
| Can Santamaria de Raset                                                | BCIN 106-MH     | Gòtic-renaixement XVI                         | Cervià de Ter Raset                           | 42° 04′ 19″ N, 2° 55′ 27″ E / 42.071938°N,2.924237°E | RI-51-0004277      | Can Santamaria de Raset (Cervià de Ter) · Vegeu més fotos d'aquest monument · Carregueu una nova foto d'aquest monument                              |
| Can Pellicer                                                           | BCIN 685-MH     | Medieval                                      | Cervià de Ter                                 | 42° 04′ 03″ N, 2° 54′ 27″ E / 42.067451°N,2.907616°E | RI-51-0005866      | Carregueu una nova foto d'aquest monument |
| Mas la Torre                                                           | BCIN 686-MH     | XV-XVI                                        | Cervià de Ter                                 | 42° 04′ 06″ N, 2° 54′ 23″ E / 42.068421°N,2.906418°E | RI-51-0005867      | Carregueu una nova foto d'aquest monument |
| Castell de Cervià                                                      | BCIN 1255-MH    |                                               | Cervià de Ter                                 | 42° 04′ 04″ N, 2° 54′ 31″ E / 42.067677°N,2.908589°E | RI-51-0005864      | Castell de Cervià (Cervià de Ter) · Vegeu més fotos d'aquest monument · Carregueu una nova foto d'aquest monument                                    |
| Torre de les Hores i restes de muralla                                 | BCIN 1256-MH    | Obra popular Medieval                         | Cervià de Ter                                 | 42° 04′ 02″ N, 2° 54′ 33″ E / 42.067276°N,2.909243°E | RI-51-0005865      | Torre de les Hores (Cervià de Ter) · Vegeu més fotos d'aquest monument · Carregueu una nova foto d'aquest monument                                   |
| Mas Torrent                                                            | BCIN 1931-MH    |                                               | Cervià de Ter                                 | 42° 04′ 01″ N, 2° 54′ 38″ E / 42.066997°N,2.910527°E | RI-51-0005868      | Mas Torrent (Cervià de Ter) · Vegeu més fotos d'aquest monument · Carregueu una nova foto d'aquest monument                                          |
| Nucli antic de Cervià de Ter                                           | BCIN 4395-CH-EN | Gòtic, renaixement, obra popular Medieval-XXI | Cervià de Ter                                 | 42° 04′ 03″ N, 2° 54′ 37″ E / 42.06746°N,2.91022°E   | IPA-369            | Carregueu una nova foto d'aquest monument |
| Can Llausàs, o Torre del Marquès de Vallgornera                        | BCIN 849-MH     | Gòtic-renaixement, obra popular XVI-XVII      | Flaçà                                         | 42° 03′ 00″ N, 2° 57′ 14″ E / 42.049925°N,2.953751°E | RI-51-0005900      | Can Llausàs (Flaçà) · Vegeu més fotos d'aquest monument · Carregueu una nova foto d'aquest monument                                                  |
| Can Vinyals                                                            | BCIN 850-MH     | Obra popular XVI                              | Flaçà                                         | 42° 03′ 16″ N, 2° 57′ 51″ E / 42.054360°N,2.964044°E | RI-51-0005901      | Carregueu una nova foto d'aquest monument |
| Torre de guaita, o Torre de Bac i Basset                               | BCIN 868-MH     | Obra popular                                  | Fornells de la Selva                          | 41° 56′ 29″ N, 2° 47′ 52″ E / 41.941436°N,2.797702°E | RI-51-0005909      | Torre de guaita (Fornells de la Selva) · Vegeu més fotos d'aquest monument · Carregueu una nova foto d'aquest monument                               |
| La Torre d'Estrac                                                      | BCIN 869-MH     | Obra popular XVI-XVII                         | Fornells de la Selva                          | 41° 55′ 11″ N, 2° 49′ 07″ E / 41.919655°N,2.818538°E | RI-51-0005910      | Carregueu una nova foto d'aquest monument |
| Monestir de Sant Daniel                                                | BCIN 110-MH     | Romànic XI-XIII                               | Girona                                        | 41° 59′ 18″ N, 2° 50′ 01″ E / 41.988421°N,2.833572°E | RI-51-0000552      | Monestir de Sant Daniel (Girona) · Vegeu més fotos d'aquest monument · Carregueu una nova foto d'aquest monument                                     |
| Catedral de Santa Maria                                                | BCIN 111-MH     | Romànic, gòtic XI-XII, XIV-XVII, XVII-XVIII   | Girona                                        | 41° 59′ 15″ N, 2° 49′ 35″ E / 41.987504°N,2.826288°E | RI-51-0000551      | Catedral de Santa Maria (Girona) · Vegeu més fotos d'aquest monument · Carregueu una nova foto d'aquest monument                                     |
| Església de Sant Nicolau                                               | BCIN 112-MH     | Romànic XII                                   | Girona C. de Santa Llúcia                     | 41° 59′ 21″ N, 2° 49′ 34″ E / 41.989077°N,2.826104°E | RI-51-0000161      | Església de Sant Nicolau (Girona) · Vegeu més fotos d'aquest monument · Carregueu una nova foto d'aquest monument                                    |
| La Fontana d'Or                                                        | BCIN 113-MH     | Romànic, gòtic XII, XIV-XV                    | Girona C. dels Ciutadans, 19                  | 41° 59′ 04″ N, 2° 49′ 32″ E / 41.984387°N,2.825453°E | RI-51-0000217      | La Fontana d'Or (Girona) · Vegeu més fotos d'aquest monument · Carregueu una nova foto d'aquest monument                                             |
| La Pia Almoina                                                         | BCIN 114-MH     | Gòtic XIII, XIV-XV, XVII-XVIII                | Girona Pl. de la Catedral, 8                  | 41° 59′ 14″ N, 2° 49′ 32″ E / 41.987179°N,2.825499°E | RI-51-0004333      | La Pia Almoina (Girona) · Vegeu més fotos d'aquest monument · Carregueu una nova foto d'aquest monument                                              |
| Nucli antic de Girona                                                  | BCIN 120-CH     | Romànic, gòtic Romà                           | Girona                                        | 41° 59′ 14″ N, 2° 49′ 31″ E / 41.98728°N,2.82515°E   | RI-53-0000090      | Nucli antic de Girona · Vegeu més fotos d'aquest monument · Carregueu una nova foto d'aquest monument                                                |
| Monestir de Sant Pere de Galligants                                    | BCIN 121-MH     | Romànic XII                                   | Girona Pl. de Sant Pere                       | 41° 59′ 19″ N, 2° 49′ 36″ E / 41.988747°N,2.826572°E | RI-51-0000553      | Monestir de Sant Pere de Galligants (Girona) · Vegeu més fotos d'aquest monument · Carregueu una nova foto d'aquest monument                         |
| Banys Àrabs                                                            | BCIN 122-MH     | Romànic XIII                                  | Girona C. de Ferran el Catòlic                | 41° 59′ 18″ N, 2° 49′ 33″ E / 41.988197°N,2.825746°E | RI-51-0000555      | Banys Àrabs (Girona) · Vegeu més fotos d'aquest monument · Carregueu una nova foto d'aquest monument                                                 |
| Església de Sant Feliu                                                 | BCIN 123-MH     | Gòtic XIV, XVII                               | Girona Pl. de Sant Feliu                      | 41° 59′ 17″ N, 2° 49′ 30″ E / 41.988040°N,2.825000°E | RI-51-0000554      | Església de Sant Feliu (Girona) · Vegeu més fotos d'aquest monument · Carregueu una nova foto d'aquest monument                                      |
| Restes del convent de Sant Francesc d'Assís                            | BCIN 124-MH     | Gòtic XIV                                     | Girona                                        | 41° 59′ 03″ N, 2° 49′ 32″ E / 41.984197°N,2.825619°E | RI-51-0001070      | Restes del convent de Sant Francesc d'Assís (Girona) · Vegeu més fotos d'aquest monument · Carregueu una nova foto d'aquest monument                 |
| Convent de Sant Josep                                                  | BCIN 125-MH     | Barroc XVI-XVII                               | Girona Pl. de Sant Josep                      | 41° 59′ 01″ N, 2° 49′ 33″ E / 41.983509°N,2.825844°E | RI-51-0005090      | Convent de Sant Josep (Girona) · Vegeu més fotos d'aquest monument · Carregueu una nova foto d'aquest monument                                       |
| Convent de Sant Domènec                                                | BCIN 131-MH     | Gòtic, barroc XIII-XIV, XVII-XVIII            | Girona Pl. de Sant Domènec                    | 41° 59′ 08″ N, 2° 49′ 41″ E / 41.985621°N,2.827953°E | RI-51-0005074      | Convent de Sant Domènec (Girona) · Vegeu més fotos d'aquest monument · Carregueu una nova foto d'aquest monument                                     |
| Casa Agullana                                                          | BCIN 132-MH     | Barroc XIV-XVII                               | Girona Pujada de Sant Domènec                 | 41° 59′ 06″ N, 2° 49′ 35″ E / 41.985134°N,2.826374°E | RI-51-0000152      | Casa Agullana (Girona) · Vegeu més fotos d'aquest monument · Carregueu una nova foto d'aquest monument                                               |
| Antic Palau Caramany, Casa Pérez Xifra                                 | BCIN 133-MH     | Obra popular XVI, XVIII, XX                   | Girona C. de Carreras i Peralta, 2            | 41° 59′ 06″ N, 2° 49′ 33″ E / 41.984910°N,2.825806°E | RI-51-0000158      | Antic Palau Caramany (Girona) · Vegeu més fotos d'aquest monument · Carregueu una nova foto d'aquest monument                                        |
| Casa Teixidor, o Casa de la Punxa                                      | BCIN 134-MH     | Noucentisme Rafael Masó i Valentí XX (1918)   | Girona C. de Santa Eugènia, 19                | 41° 58′ 50″ N, 2° 48′ 55″ E / 41.980645°N,2.815204°E | RI-51-0004486      | Casa Teixidor (Girona) · Vegeu més fotos d'aquest monument · Carregueu una nova foto d'aquest monument                                               |
| Parc de la Devesa                                                      | BCIN 135-JH     | Neoclassicisme-romàntic XVIII                 | Girona                                        | 41° 59′ 13″ N, 2° 49′ 03″ E / 41.98702°N,2.81748°E   | RI-52-0000025      | Parc de la Devesa (Girona) · Vegeu més fotos d'aquest monument · Carregueu una nova foto d'aquest monument                                           |
| Hospital Provincial de Santa Caterina                                  | BCIN 344-MH-EN  | Barroc XVII                                   | Girona Pl. de l'Hospital                      | 41° 58′ 52″ N, 2° 49′ 18″ E / 41.981074°N,2.821709°E | IPA-388            | Hospital Provincial de Santa Caterina (Girona) · Vegeu més fotos d'aquest monument · Carregueu una nova foto d'aquest monument                       |
| Castell de Campdorà                                                    | BCIN 675-MH     | XIV-XV                                        | Girona                                        | 42° 00′ 46″ N, 2° 50′ 38″ E / 42.01274°N,2.84375°E   | RI-51-0005863      | Castell de Campdorà (Girona) · Vegeu més fotos d'aquest monument · Carregueu una nova foto d'aquest monument                                         |
| Castell de Montjuïc                                                    | BCIN 890-MH     | Barroc XVII                                   | Girona Rda. Fort Roig                         | 41° 59′ 37″ N, 2° 49′ 54″ E / 41.993596°N,2.831554°E | RI-51-0005917      | Castell de Montjuïc (Girona) · Vegeu més fotos d'aquest monument · Carregueu una nova foto d'aquest monument                                         |
| Palau-sacosta, o les Torres de Palau                                   | BCIN 891-MH     | Gòtic XV                                      | Girona C. Església de Sant Miquel             | 41° 57′ 20″ N, 2° 49′ 28″ E / 41.955491°N,2.824458°E | IPA-987            | Palau-Sacosta (Girona) · Vegeu més fotos d'aquest monument · Carregueu una nova foto d'aquest monument                                               |
| Can Puig                                                               | BCIN 892-MH     | XV                                            | Girona                                        |                                                      | RI-51-0005919      | Carregueu una nova foto d'aquest monument |
| Torre Bonica, o Can Montiel                                            | BCIN 893-MH     | Obra popular XVI                              | Girona                                        | 41° 57′ 24″ N, 2° 48′ 22″ E / 41.956560°N,2.806158°E | RI-51-0005920      | Torre Bonica (Girona) · Vegeu més fotos d'aquest monument · Carregueu una nova foto d'aquest monument                                                |
| Can Barril                                                             | BCIN 894-MH     | XVI                                           | Girona Pda. Creu de Palau                     | 41° 57′ 05″ N, 2° 48′ 41″ E / 41.95149°N,2.8114°E    | RI-51-0005921      | Can Barril (Girona) · Vegeu més fotos d'aquest monument · Carregueu una nova foto d'aquest monument                                                  |
| La Torre Gironella                                                     | BCIN 1262-MH    | Medieval                                      | Girona                                        | 41° 59′ 12″ N, 2° 49′ 42″ E / 41.986586°N,2.828438°E | RI-51-0005915      | La Torre Gironella (Girona) · Vegeu més fotos d'aquest monument · Carregueu una nova foto d'aquest monument                                          |
| Torre Cornèlia                                                         | BCIN 1263-MH    | Medieval                                      | Girona                                        | 41° 59′ 17″ N, 2° 49′ 34″ E / 41.987920°N,2.826073°E | RI-51-0005916      | Torre Cornèlia (Girona) · Vegeu més fotos d'aquest monument · Carregueu una nova foto d'aquest monument                                              |
| Torre de Taialà, Torre del Cerdà                                       | BCIN 1464-MH    | Obra popular XV-XVII                          | Girona C. Rimau, sector Germans Sabat, Taialà | 41° 59′ 49″ N, 2° 48′ 31″ E / 41.996811°N,2.808488°E | RI-51-0006075      | Carregueu una nova foto d'aquest monument |
| Els Baluards, segon recinte murat, muralles d'època moderna i medieval | BCIN 4387-MH    | Medieval, XVII-XVIII                          | Girona                                        |                                                      | RI-51-0005918      | Els Baluards (Girona) · Vegeu més fotos d'aquest monument · Carregueu una nova foto d'aquest monument                                                |
| Murs, torres i portals de la Girona antiga                             | BCIN 4388-MH    | XIV                                           | Girona C. Caputxins                           | 41° 59′ 06″ N, 2° 49′ 44″ E / 41.984884°N,2.828821°E | RI-53-0000090-0001 | Murs, torres i portals de la Girona antiga · Vegeu més fotos d'aquest monument · Carregueu una nova foto d'aquest monument                           |
| Torre Rufina                                                           | BCIN 4388-MH    | Romà, gòtic Romana, XIV                       | Girona Pl. de Sant Domènec                    | 41° 59′ 10″ N, 2° 49′ 37″ E / 41.986147°N,2.826913°E | IPA-21150          | Torre Rufina (Girona) · Vegeu més fotos d'aquest monument · Carregueu una nova foto d'aquest monument                                                |
| Castell de Juià                                                        | BCIN 3939-MH-ZA | Romànic IX-X                                  | Juià                                          | 42° 00′ 51″ N, 2° 54′ 40″ E / 42.014039°N,2.9111°E   | IPA-35552          | Carregueu una nova foto d'aquest monument |
| Casa de les Vídues, Casa Petit o Ca la Viudi                           | BCIN 140-MH     | Gòtic-renaixement, obra popular XVI           | Llagostera Pl. de la Llibertat, 1             | 41° 49′ 42″ N, 2° 53′ 33″ E / 41.828409°N,2.892467°E | RI-51-0001069      | Casa de les Vídues (Llagostera) · Vegeu més fotos d'aquest monument · Carregueu una nova foto d'aquest monument                                      |
| Castell de Llagostera                                                  | BCIN 970-MH     | XIV                                           | Llagostera                                    | 41° 49′ 44″ N, 2° 53′ 31″ E / 41.828889°N,2.891944°E | RI-51-0005932      | Castell de Llagostera · Vegeu més fotos d'aquest monument · Carregueu una nova foto d'aquest monument                                                |
| Montagut                                                               | BCIN 971-MH     | Medieval                                      | Llagostera Veïnat de Sant Llorenç             | 41° 45′ 58″ N, 2° 56′ 21″ E / 41.766017°N,2.939037°E | RI-51-0005933      | Montagut (Llagostera) · Vegeu més fotos d'aquest monument · Carregueu una nova foto d'aquest monument                                                |
| Recinte emmurallat                                                     | BCIN 1009-MH    | XIII-XIV, XVI                                 | Madremanya                                    | 41° 59′ 24″ N, 2° 57′ 26″ E / 41.990087°N,2.957242°E | RI-51-0005953      | Recinte emmurallat (Madremanya) · Vegeu més fotos d'aquest monument · Carregueu una nova foto d'aquest monument                                      |
| Castell de Millars                                                     | BCIN 1010-MH    | XV, XVI                                       | Madremanya                                    | 41° 59′ 20″ N, 2° 58′ 14″ E / 41.988865°N,2.970644°E | RI-51-0005954      | Castell de Millars (Madremanya) · Vegeu més fotos d'aquest monument · Carregueu una nova foto d'aquest monument                                      |
| Castell de Palol                                                       | BCIN 1342-MH    | Obra popular Medieval                         | Quart                                         | 41° 57′ 23″ N, 2° 51′ 02″ E / 41.956394°N,2.850567°E | RI-51-0006044      | Castell de Palol (Quart) · Vegeu més fotos d'aquest monument · Carregueu una nova foto d'aquest monument                                             |
| Casa del Marquès de Camps                                              | BCIN 895-MH     | Historicisme XVI                              | Salt                                          | 41° 58′ 25″ N, 2° 46′ 34″ E / 41.973665°N,2.776117°E | RI-51-0005922      | Casa del Marquès de Camps (Salt) · Vegeu més fotos d'aquest monument · Carregueu una nova foto d'aquest monument                                     |
| Castell de Cartellà                                                    | BCIN 1461-MH    | Gòtic, romànic XV-XVI                         | Sant Gregori                                  | 42° 00′ 43″ N, 2° 45′ 48″ E / 42.011980°N,2.763290°E | RI-51-0006072      | Castell de Cartellà (Sant Gregori) · Vegeu més fotos d'aquest monument · Carregueu una nova foto d'aquest monument                                   |
| Castell de Sant Gregori, o Casa dels Margarit                          | BCIN 1462-MH    | Gòtic XV-XVII                                 | Sant Gregori                                  | 41° 59′ 20″ N, 2° 44′ 26″ E / 41.988955°N,2.740498°E | RI-51-0006073      | Castell de Sant Gregori · Vegeu més fotos d'aquest monument · Carregueu una nova foto d'aquest monument                                              |
| Castell de Tudela                                                      | BCIN 1463-MH    | Obra popular XI-XII                           | Sant Gregori                                  | 41° 59′ 33″ N, 2° 42′ 53″ E / 41.992546°N,2.714848°E | RI-51-0006074      | Castell de Tudela (Sant Gregori) · Vegeu més fotos d'aquest monument · Carregueu una nova foto d'aquest monument                                     |
| Creu de terme                                                          | BCIN 3964-MH    | Obra popular                                  | Sant Gregori Darrera l'església parroquial    | 41° 59′ 30″ N, 2° 44′ 20″ E / 41.991713°N,2.738760°E | IPA-21649          | Creu de terme (Sant Gregori) · Vegeu més fotos d'aquest monument · Carregueu una nova foto d'aquest monument                                         |
| Escut de la família Margarit a l'església parroquial de Sant Gregori   | BCIN 3965-MH    | Obra popular XVII                             | Sant Gregori Pl. de l'Església                | 41° 59′ 29″ N, 2° 44′ 17″ E / 41.991462°N,2.738105°E | IPA-21662          | Escut de la família Margarit a l'església parroquial de Sant Gregori · Vegeu més fotos d'aquest monument · Carregueu una nova foto d'aquest monument |
| Torre del Molí                                                         | BCIN 3967-MH    | Obra popular XVIII Inici                      | Sant Gregori Barri de l'Església              | 41° 59′ 27″ N, 2° 44′ 33″ E / 41.990785°N,2.742518°E | IPA-21668          | Torre del Molí (Sant Gregori) · Vegeu més fotos d'aquest monument · Carregueu una nova foto d'aquest monument                                        |
| Mas Quelat                                                             | BCIN 3968-MH    | Obra popular XVII                             | Sant Gregori Pla d'en Prat                    | 41° 59′ 24″ N, 2° 46′ 18″ E / 41.990084°N,2.771792°E | IPA-21658          | Mas Quelat (Sant Gregori) · Vegeu més fotos d'aquest monument · Carregueu una nova foto d'aquest monument                                            |
| Torre de defensa de la Torre                                           | BCIN 3969-MH    | Obra popular XVI-XVII                         | Sant Gregori Pla de la Torre                  | 41° 59′ 41″ N, 2° 45′ 12″ E / 41.994670°N,2.753462°E | IPA-21670          | Torre de defensa de la Torre (Sant Gregori) · Vegeu més fotos d'aquest monument · Carregueu una nova foto d'aquest monument                          |
| Recinte emmurallat                                                     | BCIN 1481-MH    | XV                                            | Sant Jordi Desvalls                           | 42° 04′ 19″ N, 2° 57′ 12″ E / 42.072061°N,2.953352°E | RI-51-0006087      | Recinte emmurallat (Sant Jordi Desvalls) · Modifica el valor a Wikidata · Carregueu una nova foto d'aquest monument                                  |
| Castell de Sant Jordi                                                  | BCIN 1482-MH    | Medieval                                      | Sant Jordi Desvalls                           | 42° 04′ 19″ N, 2° 57′ 12″ E / 42.07197°N,2.95336°E   | RI-51-0006086      | Castell de Sant Jordi (Sant Jordi Desvalls) · Modifica el valor a Wikidata · Carregueu una nova foto d'aquest monument                               |
| Castell de Medinyà                                                     | BCIN 1483-MH    | Medieval, XVI-XVIII                           | Sant Julià de Ramis                           | 42° 02′ 58″ N, 2° 51′ 54″ E / 42.049388°N,2.865114°E | RI-51-0006088      | Castell de Medinyà (Sant Julià de Ramis) · Vegeu més fotos d'aquest monument · Carregueu una nova foto d'aquest monument                             |
| Castell de Montagut                                                    | BCIN 1484-MH    | Obra popular XIII-XV                          | Sant Julià de Ramis                           | 42° 01′ 54″ N, 2° 48′ 56″ E / 42.031588°N,2.815573°E | RI-51-0006089      | Castell de Montagut (Sant Julià de Ramis) · Vegeu més fotos d'aquest monument · Carregueu una nova foto d'aquest monument                            |
| Can Margarit, Can Clotes, Can Pagès                                    | BCIN 1485-MH    | XVI                                           | Sant Julià de Ramis                           | 42° 01′ 48″ N, 2° 51′ 14″ E / 42.03005°N,2.85384°E   | RI-51-0006091      | Carregueu una nova foto d'aquest monument |
| La Maestranza, o Castell de Sant Julià                                 | BCIN 1486-MH    | XIX Final                                     | Sant Julià de Ramis Turó de la Castanyeda     | 42° 01′ 54″ N, 2° 50′ 53″ E / 42.031776°N,2.847954°E | RI-51-0006090      | La Maestranza (Sant Julià de Ramis) · Vegeu més fotos d'aquest monument · Carregueu una nova foto d'aquest monument                                  |
| Castell de Granollers de Rocacorba                                     | BCIN 1517-MH    | XVII                                          | Sant Martí de Llémena Granollers de Rocacorba | 42° 04′ 06″ N, 2° 39′ 07″ E / 42.068347°N,2.651889°E | RI-51-0006095      | Castell de Granollers de Rocacorba (Sant Martí de Llémena) · Vegeu més fotos d'aquest monument · Carregueu una nova foto d'aquest monument           |
| Masia fortificada la Sala                                              | BCIN 1518-MH    | Obra popular XVIII-XIX                        | Sant Martí de Llémena Granollers de Rocacorba | 42° 03′ 25″ N, 2° 39′ 08″ E / 42.056848°N,2.652113°E | RI-51-0001366      | Masia fortificada la Sala (Sant Martí de Llémena) · Vegeu més fotos d'aquest monument · Carregueu una nova foto d'aquest monument                    |
| Masia fortificada Can Solà                                             | BCIN 1519-MH    | Obra popular XVII-XVIII                       | Sant Martí de Llémena Pla de Sant Joan        | 42° 01′ 23″ N, 2° 40′ 44″ E / 42.023088°N,2.678974°E | RI-51-0006845      | Carregueu una nova foto d'aquest monument |
| Masia fortificada Can Peradalta                                        | BCIN 1520-MH    | Obra popular, gòtic XVII-XIX                  | Sant Martí de Llémena Pla de Sant Joan        | 42° 01′ 02″ N, 2° 40′ 53″ E / 42.017126°N,2.681527°E | RI-51-0006846      | Carregueu una nova foto d'aquest monument |
| Torre de guaita                                                        | BCIN 1843-MH    |                                               | Sant Martí de Llémena                         | 42° 02′ 11″ N, 2° 38′ 51″ E / 42.03629°N,2.64746°E   | RI-51-0006847      | Carregueu una nova foto d'aquest monument |
| Mas Pi                                                                 | BCIN 1752-MH    | XVII                                          | Vilablareix                                   | 41° 57′ 04″ N, 2° 45′ 57″ E / 41.951141°N,2.765872°E | RI-51-0006166      | Carregueu una nova foto d'aquest monument |
| Torre de guaita, o Torre de Can Faixat                                 | BCIN 1756-MH    | Medieval                                      | Viladasens Fellines                           | 42° 06′ 33″ N, 2° 55′ 21″ E / 42.109082°N,2.922397°E | RI-51-0006169      | Carregueu una nova foto d'aquest monument |

## Patrimoni arqueològic
| Monument                                                                                             | Protecció    | Estil/època | Localització                                        | Coordenades                                          | Codi?      | Imatge |
| --- | ------------ | --- | --------------------------------------------------- | ---------------------------------------------------- | ---------- | --- |
| Poblat ibèric de Sant Julià de Ramis, Castellum Fractum, puig del Castell, capella dels Sants Metges | BCIN 4134-ZA | Lloc d'habitació amb estructures conservades, poblat. Edifici religiós. Lloc d'enterrament Inhumació col·lectiu, necròpolis. Assentament militar. Des de Ferro-Ibèric Antic a Romà República (-600/-50). Des de Romà Baix Imperi a Medieval Domini visigòtic (300/715). Des de Medieval Catalunya vella sotmesa als Carolingis a Segles XVIII-XX (800/1999). | Sant Julià de Ramis Muntanya de Sant Julià, Medinyà | 42° 01′ 47″ N, 2° 51′ 03″ E / 42.029653°N,2.8509°E   | IPAPC-6288 | Poblat ibèric de Sant Julià de Ramis · Vegeu més fotos d'aquest monument · Carregueu una nova foto d'aquest monument        |
| Vil·la romana del Pla de l'Horta                                                                     | BCIN 4152-ZA | Lloc d'enterrament, Complements monument sepulcral, Incineració col·lectiu, Inhumació col·lectiu necròpolis. Lloc d'habitació amb estructures conservades, vil·la. Des de Ferro-Ibèric Antic a Ferro-Ibèric Ple (-600/-350). Des de Romà República a Romà Baix Imperi (-150/476). Medieval Domini visigòtic (401/715).                                       | Sarrià de Ter                                       | 42° 00′ 54″ N, 2° 48′ 56″ E / 42.014990°N,2.815675°E | IPAPC-6376 | Vil·la romana del Pla de l'Horta (Sarrià de Ter) · Modifica el valor a Wikidata · Carregueu una nova foto d'aquest monument |

A més, alguns monuments històrics estan inclosos també en l'Inventari del Patrimoni Arqueològic i Paleontològic de Catalunya (IPAPC) per tenir protegit igualment el seu subsol o l'entorn.

## Patrimoni etnològic
El massís de les Gavarres és un BCIN en la categoria de zona d'interès etnològic que inclou deu elements immobles repartits entre el Gironès i el Baix Empordà. Els corresponents a la comarca del Gironès són:
- Sistema hidràulic de Can Vilallonga (Cassà de la Selva)
- Font Picant (Madremanya)
- Mina Niño Jesús (Celrà)
- Mina Victoria Esperanza (Celrà)